# Jorge Eduardo Eielson
Jorge Eduardo Eielson (Lima, 13 aprile 1924 – Milano, 8 marzo 2006) è stato un artista e scrittore peruviano.

## Biografia
Figlio di padre norvegese e di madre peruviana, Jorge sin da piccolo scopre di aver particolari attitudini artistiche, si appassiona al pianoforte, al disegno a matita, e alla recitazione. Il padre lo abbandona quando Jorge aveva solo sette anni, l'anno successivo muore il fratello minore e vivrà la sua giovinezza insieme alla madre e a due sorelle. Nella giovinezza studia la cultura europea, impara l'inglese e il francese. Ma poiché è estremamente irrequieto cambia spesso scuola finché verso la fine delle scuole superiori ha come maestro José María Arguedas che colpito dal suo talento lo inserisce nei circoli culturali maggiori della capitale; fu lui per primo ad acculturarlo sulle civiltà antiche peruviane.
Nel 1945 a ventuno anni Eielson vince il Premio Nazionale di Poesia e l'anno dopo quello di Teatro. Nel 1946 inizia a dipingere, e conosce l'artista Ricardo Grau che lo dissuade dall'Accademia, in quanto convinto che tali studi fossero inadeguati per lui. Nel 1948 espone nell'unica galleria della città di Lima avendo un buon successo di critica, e nel frattempo collabora con la rivista di arte e letteratura di Jules Supervielle. Nello stesso anno compie un viaggio a Parigi grazie a una borsa di studio del governo francese. Nella capitale francese si sente a suo agio e frequenta già dall'inizio gli ambienti artistici del Quartiere latino e li conosce opere di artisti quali Piet Mondrian, Lucio Fontana, Tomás Maldonado e altri. A Parigi partecipa alla prima manifestazione d'arte astratta al Salon Réalités Nouvelles, fondato da André Bloc, qui conosce l'artista Raymond Hains il quale rimarrà legato da una profonda amicizia, e attraverso il quale conoscerà Pierre Restany come mentore spirituale e lucido teorico. Grazie a un'altra borsa di studio da parte dell'UNESCO per via di alcuni articoli giornalistici si trasferisce in Svizzera, qui incontra Max Bill.
Nel 1951 ritorna alla scrittura e fa il viaggio più importante della sua vita cioè in Italia, arriva a Roma e decide di rimanere per diverso tempo, collabora a diverse riviste ed entra nell'ambiente della Galleria Obelisco, conoscendo artisti quali Mimmo Rotella, Piero Dorazio, Emilio Villa e altri, ma soprattutto l'artista ogliastrino Michele Mulas con il quale convivrà per il resto della sua vita. Emilio Villa direttore della rivista Arti Visive gli presenta Alberto Burri, Ettore Colla e Giuseppe Capogrossi con i quali collaborerà notevolmente, con Burri in particolare durante il periodo dei "sacchi" e con Capogrossi durante la realizzazione dei "movils". Conoscerà anche Carlo Cardazzo ma con lui deciderà di non collaborare, collabora invece con Corrado Cagli il quale gli presenta Richard Serra. Sono gli anni dove Eielson pubblica le sue più importanti raccolte di poesie: "Habitacion en Roma", e i due romanzi: "El cuerpo de Giulia-no" e "Primera muerte de Marìa". Alla fine degli anni cinquanta Eielson comincerà a esplorare le sue radici latino americane soprattutto della sua terra natia il Perù attraverso quella grande serie di dipinti su tela chiamati "Paesaggio infinito della costa del Perù". Negli anni sessanta partecipa alla Biennale di Venezia in particolare nel 1964, nel 1966 e nel 1972, ma anche alla Biennale di Parigi. Nel 1967 si trasferisce insieme al compagno Michele Mulas a New York e frequenta l'ambiente del Chelsea Hotel, ma resterà per poco poiché ritorna a Parigi ed entrerà nella cultura del buddismo Zen attraverso gli insegnamenti di Taisen Deshimaru.
Sulla fine degli anni settanta tornerà definitivamente a Milano dove vivrà insieme a Michele per il resto della vita, trascorrendo da allora tutte le estati nel paese natale di quest'ultimo a Bari Sardo in Ogliastra. A Bari Sardo restaurano una grande cascina di campagna e l'adattano alle loro esigenze artistiche, in quest'ultima sono ancora contenute diverse delle loro opere, a Bari Sardo fa amicizia con Maria Lai con la quale scambia diverse poesie e opere d'arte. Nel 1982 conosce Martha L. Canfield a Firenze, dove si reca insieme a Michele Mulas, invitato da Roberto Paoli, allora titolare della cattedra di Letteratura Ispanoamericana; l'amicizia con Martha L. Canfield diverrà sempre più profonda e durerà fino alla sua morte, diventando la sua erede universale. In un'intervista con Martha Canfield negli anni novanta, Eielson ha espresso il desiderio di disperdere le sue ceneri nello spazio cosmico con l'aiuto di una nave spaziale: "Lo vorrei. Come altri artisti che ammiro e amo, anche io ho cercato di fare della mia vita un capolavoro. Non credo di esserci riuscito. Ma cercherò di farlo con la mia morte".
Nel 1983 pubblica a Parigi il suo capolavoro poetico Noche oscura del cuerpo, in edizione bilingue. In questo periodo le sue attività sia artistiche sia letterarie si svolgono parallelamente. Nel 1988 partecipa alla terza Biennale dell'Avana.
Negli anni novanta fa mostre personali nelle più prestigiose gallerie di Milano, Bologna, Brescia e Roma. Nel 1993 esce una antologia della sua opera poetica, Poesia Scritta, curata da Martha L. Canfield e pubblicata a Firenze. Nel 1998 William Rowe organizza al King's College di Londra un congresso internazionale sulla sua opera artistico-letteraria. Negli anni duemila il nome di Jorge Eielson si diffonde nei più prestigiosi volumi, cataloghi critici del mondo. Nel 2002 escono gli ultimi capolavori letterari: Sin título a Valencia, Celebración a Lima, De materia verbalis in Messico, Nudos a Tenerife. Nello stesso anno però muore il compagno Michele di leucemia. Eielson riceve un duro colpo e la sua salute peggiora giorno dopo giorno. Si spegne nella sua casa di Milano l'8 marzo del 2006 all'età di 82 anni. Seguendo la sua volontà, Martha L. Canfield l'ha fatto cremare e l'ha portato a Bari Sardo, dove è sepolto vicino a Michele.

## Opere

### Opere poetiche

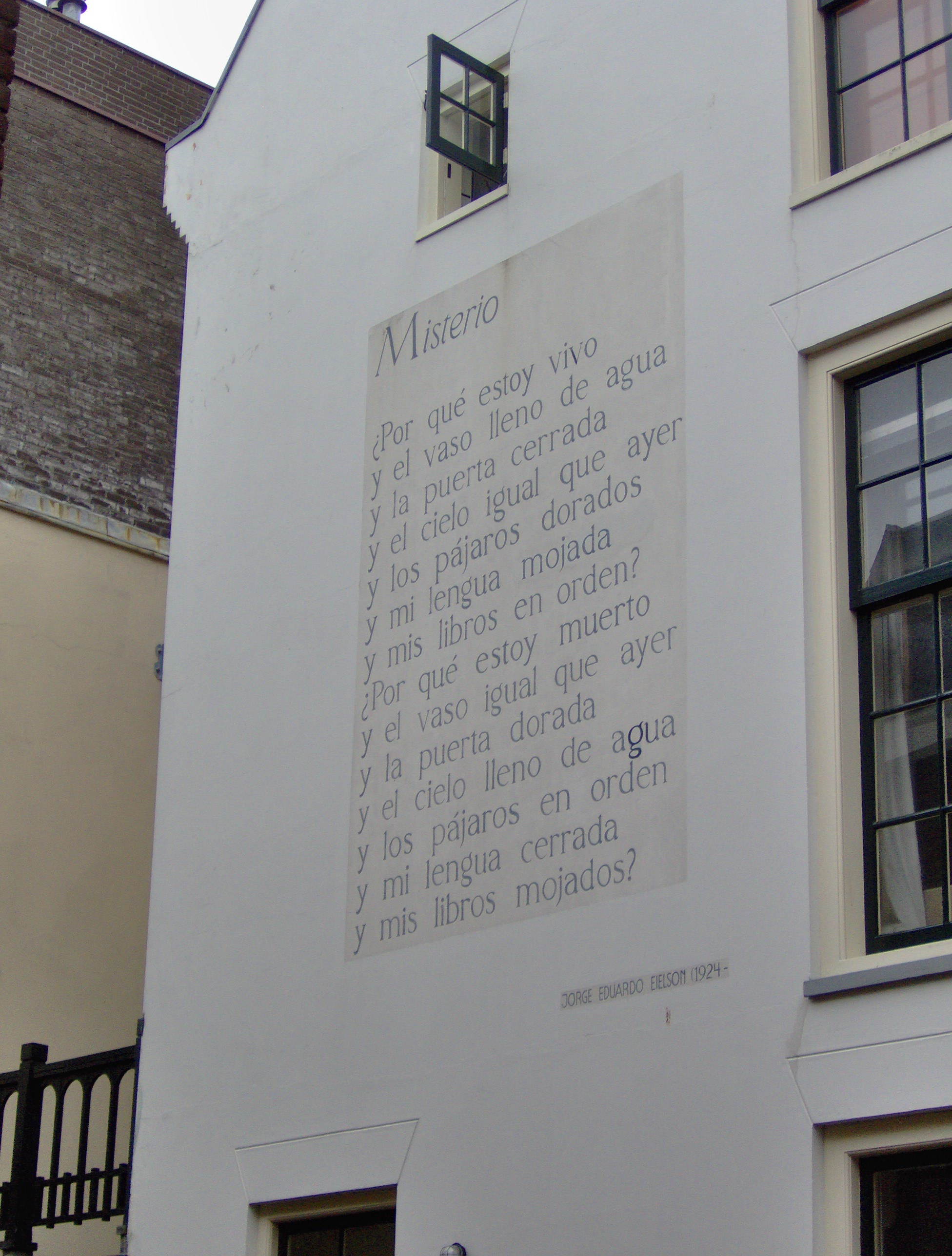
Misterio (Leida)

- Reinos, Lima, ed. della rivista «Historia», 1945; 2ª ed. La Clepsidra, Lima, 1973.
- Canción y muerte de Rolando, La Rama Florida, Lima, 1959.
- mutatis mutandis, La Rama Florida, Lima, 1967.
- Poesía escrita, ed. de Ricardo Silva-Santisteban, Instituto Nacional de Cultura, Lima, 1976.
- Poesía escrita, 2ª ed. corregida y aumentada, Vuelta, México, 1989.
- Noche oscura del cuerpo, Jaime Campodónico Ed., Lima, 1989.
- Antología, ed. de Rafael Vargas, Fondo de Cultura Económica, Lima, 1996.
- Nudos, in «Difusión / For Diffusion», n. 3 (edizione bilingue), illustrazioni dell'autore, traduzione di William Rowe, bibliografia di Claudio Canaparo y Luis Rebaza-Soraluz, Centre for Latin American Cultural Studies, London, 1997. Anche in «Prometeo» (Medellín), 50, 1998.
- Poesía escrita, ed. de M. Canfield, Norma, Bogotá, 1998.
- Sin título, Pre-Textos, Valencia, 2000.
- Celebración, Jaime Campodónico Ed., Lima, 2001.
- Canto visibile, edizione bilingue, versioni dell'autore e di M. Canfield, illustrazioni di Michele Mulas, Gli Ori, Pistoia, 2002.
- Nudos, Colección “Péñola blanca”, Fundación César Manrique, Lanzarote, 2002.
- La vida es una obra maestra, antologia a cura di José Miguel Ullán, Ave del Paraíso, Madrid, 2003.
- Arte poética, antología a cargo de Luis Rebaza Soraluz, Fondo Editorial de la Pontificia Universidad Católica, Lima, 2005.
- Del absoluto amor y otros poemas sin título (Milán 2001-2004), Pre-Textos, Valencia, 2005.
- De materia verbalis, con ilustraciones de Michele Mulas, Aldus/Eldorado, México, 2005 (è un'antologia che va da Reinos a Sin título).
- Habitación en Roma, ed. de Martha Canfield, Lustra, Lima, 2008.
- Ptyx, ed. de Renato Sandoval, Lustra, Lima, 2008.
- Habitación en Roma, ed. de Sergio José Rodríguez Téllez, Quimera ediciones, Colección «Bitácoras», México, 2009.
- Poeta en Roma, edición, prólogo y apéndices de Martha Canfield, Visor, Madrid, 2009 (contiene le dieci raccolte scritte a Roma tra il 1952 e il 1965).
- Esplorare l'invisibile ascoltare l'inaudito. La ricerca poetica di Jorge Eduardo Eielson. Antologia verbo-voco-visuale 1949-1998, a cura di Martha Canfield e Enzo Minarelli, Centro Studi Jorge Eielson, Firenze, 2014.

### Opere in prosa
- El cuerpo de Giulia-no (novela), Joaquín Mortiz, México, 1971.
- Escultura precolombina de cuarzo (catálogo, con José Darío Márquez Pecchio), Ernesto Armitano Editor, Caracas, 1985.
- El diálogo infinito, conversaciones con M. Canfield, Artes de México, México, 1995.
- Primera muerte de María (novela), Fondo de Cultura Económica, México, 1988; 2ª ed. de Julio Ortega, World Press, San Francisco, 2002.
- El diálogo infinito, conversaciones con M. Canfield, Sibila, Sevilla, 2011 (edición ampliada respecto a la mexicana de 1995).

### Traduzioni
- Le corps de Giulia-no, trad. Bernard Lelong, Albin Michel, Paris, 1980.
- Nuit obscure du corps, trad. Claude Couffon, Altaforte, Paris, 1983.
- Poesia scritta, a cura di M. Canfield, Le Lettere, Firenze, 1993; 2ª ed. rivista e corretta, 2008.
- Ptyx, trad. in finlandese di Renato Sandoval e Irma Siltanen, in «Opuscula Instituti Ibero-americani» (Helsinki), n. 12, Universitatis Helsingiensis, 1994.
- Di stanza a Roma, a cura di M. Canfield, Ponte Sisto, Roma, 2007.
- Dell'amore assoluto, premessa e traduzione di M. Canfield, in Tradurre il Novecento. Antologia di inediti, a cura di Laura Dolfi, Collana “Le lingue di Babele”, Monte Università Parma Editore, Parma, 2014, pp. 289-329.

### Cataloghi e testi critici
- BOATTO Alberto, Jorge Eielson: Nodi (catalogo con un testo dell'artista), Galleria Internazionale d'Arte Contemporanea, Milano, 1991.
- — — —, Jorge Eielson o la ricerca totale, in La scala infinita, Lorenzelli Arte, Milano, 1998.
- BORSETTI Alessandra - CIABATTI Antonella, Transterrados. Poeti con due patrie: Jorge Eielson, Márgara Russotto, Luca Rosi, Martha Canfield (contiene video “Eielson” e DVD con la voce del poeta), Morgana Edizioni, Firenze, 2012.
- CANFIELD Martha L., Il viaggio nel corpo come simbolo della trascendenza. La poesia archetipale di J. E. Eielson, in «Klaros», V-2, Firenze, 1992, pp. 234-261.
- — — —, Labirinti e nodi nell'opera di Jorge Eduardo Eielson, in Le arti figurative nelle letterature iberiche e iberoamericane, Actas del XIX Congreso AISPI (Associazione Ispanisti Italiani), Unipress, Padova, 2001, pp. 383-395.
- — — —, (ed.), Nudos y asedios críticos, Iberoamericana, Madrid, 2002.
- — — —, (ed.), Jorge Eielson: arte come nodo/nodo come dono (catalogo in italiano, spagnolo e inglese, con articoli di M. Vargas Llosa, F. de Szyszlo, A. Tagliaferri, L. Boi, C. Runcie Tanaka, e un'intervista di A. Aimi), Gli Ori, Prato, 2008.
- — — —, (ed.), Perù frontiera del mondo: Eielson e Vargas Llosa dalle radici all'impegno cosmopolita, edizione bilingue italiano-spagnolo, Firenze University Press, 2013.
- CANFIELD Martha L. - CIABATTI Antonella, (ed.), Eielson artista e collezionista (catalogo della mostra effettuata a Firenze, Palazzo Medici Riccardi, dal 6 maggio al 2 giugno 2013), Edizione del Centro Studi Jorge Eielson, Firenze, 2013; prefazione di Mario Vargas Llosa («I tessuti loquaci», p. 7).
- — — —, (ed.), Jorge Eielson. Gesti ancestrali e forme attuali. Gestos ancestrales y formas actuales. Ancestral gestures and present-day forms (catalogo trilingue della mostra effettuata presso il Robert F. Kennedy Center, Firenze, dal 4 giugno al 4 luglio 2014), Edizioni del Centro Studi Jorge Eielson, Firenze, 2014.
- FERNÁNDEZ COZMAN Camilo, Las huellas del aura. La poética de J.E. Eielson, Berkeley Latinoamericana, Lima, 1996.
- HIGGINS James, Poetry pure and impure, in A history of Peruvian literature, Francis Cairns, Liverpool, 1987, pp. 246-252.
- — — —, Crisis de la poesía pura, in Hitos de la poesía peruana, C. Milla Batres, Lima, 1993, pp. 87-99.
- PADILLA José Ignacio (ed.), Nu/do. Homenaje a J. E. Eielson, Pontificia Universidad Católica del Perú, Lima, 2002.
- RAMÍREZ FRANCO Sergio, A favor de la esfinge: una aproximación a la novelística de Jorge Eduardo Eielson, Fondo Editorial de la Universidad de San Marcos, Lima, 2001.
- REBAZA-SORALUZ Luis, Conciencia, técnica y arte peruano contemporáneo: poética, estudio y “rescate” del legado precolombino, in «Difusión/For diffusion», n. 1, Centre for Latin American Cultural Studies, King's College, London, 1997.
- — — —, Nudos y otros fragmentos del universo. Obra visual (plástica y literaria) de Jorge Eduardo Eielson, en CD-ROM homónimo, King's College, London, 1997.
- ROWE William, «Jorge Eduardo Eielson: The Boundaries of the Poem», in Poets of Contemporary Latin America: History and the Inner Life, Oxford University Press, Oxford, 2000, pp. 198-223.
- TAGLIAFERRI Aldo, «La torsione del significante nell'opera di Jorge Eielson», in Jorge Eduardo Eielson: il linguaggio magico dei nodi, Galleria del Credito Valtellinese, Mazzotta, Milano, 1993, pp. 13-15.
- — — —, «La sonrisa melancólica del clown artista», in Jorge Eduardo Eielson: el deleite inmóvil, Ayuntamiento de Sevilla/Area de cultura, Sevilla, 2005, pp. 25-39.
- VERNER Lorraine - BOI Luciano, The magic world of knots. Bridging the gap between arts, mathematics and nature in the visionary work of Jorge Eielson, Brill-Academic Publishers, Leiden, 2002.

### Numeri speciali e moografici di riviste
- «Dossier Eielson», in Infame Turba, n. 3-4, Puebla (México), 1987.
- «Jorge Eduardo Eielson», in Revista, supplemento culturale di El Peruano, n. 4/VIII, Lima, 1993.
- «Eielson», in RevistAtlantica de Poesía, n. 9, Cádiz (España), 1995.
- «Jorge Eielson», in La casa de cartón de OXY, nº 6, Lima, 1995.
- «Homenaje a Eielson», coordinado por Carlos Estela y José Ignacio Padilla, in more ferarum, nº 5-6, Lima, 2000.
- Jorge Eduardo Eielson – Michele Mulas: is reis de Gardalis, catalogo della mostra Is reis de Gardalis, prima edizione di BARIS'ARTE (4-5 ottobre 2014, Comune di Bardi Sardo), ed. de la “Associazione Pro Loco di Bari Sardo”, Nuoro, 2015.